# St. Hilarius (Mainz)

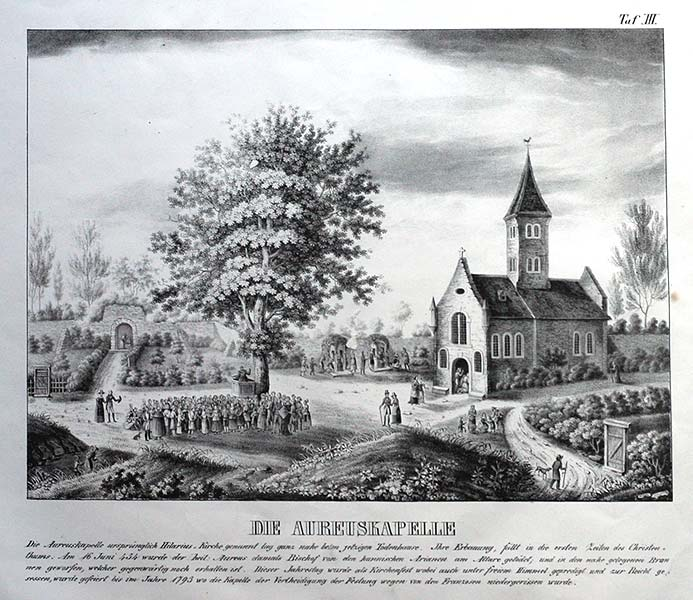
Die 1793 zerstörte Aureuskapelle. Lithographie von Jean Dionis Bernard Wasserburg (1813–1885)

St. Hilarius war eine frühmittelalterliche Kapelle und spätere Coemeterialkirche außerhalb der römischen Stadtmauern im Zahlbachtal, der vallis sacra aus spätrömischer Zeit. Das Patrozinium des Hilarius von Poitiers lässt einen Rückschluss auf die Datierung der Kirche in das 6. Jahrhundert zu, als Hilarius neben Martin von Tours zum Nationalheiligen des aufstrebenden Frankenreichs wurde.
Die Hilariuskirche hatte möglicherweise einen Vorgängerbau aus spätrömischer Zeit, möglicherweise die alte Marienkirche. Diese könnte als Keimzelle für das ab dem 12. Jahrhundert bezeugte etwa 500 m entfernt gelegene Kloster Maria Dalem (Dalheim) gedient haben. Auch eine kleine Gedächtniskapelle zu Ehren des hier begrabenen Aureus, einem römischen Märtyrer und, laut Rabanus Maurus, Bischof von Mainz zu Beginn des 5. Jahrhunderts, ist denkbar.
Die Bedeutung von St. Hilarius wird durch ihre Funktion als Grablege der spätrömischen-frühmittelalterlichen Bischöfe von Mainz unterstrichen. Bis in das 8. Jahrhundert wurden hier zehn Mainzer Bischöfe bestattet, vier aus der spätrömischen und sechs aus der frühmittelalterlichen Zeit. Möglicherweise übernahm der um die Mitte des 6. Jahrhunderts lebende Mainzer Bischof Sidonius hier eine aus spätrömischer Zeit stammende Bestattungstradition, die mit der Grablege des Aureus begann. 935 wurden deren Gebeine durch Erzbischof Hildebert nach St. Alban überführt.
Zu Beginn des 17. Jahrhunderts wurde St. Hilarius erneut dem Heiligen Aureus geweiht, der dort gemäß örtlicher Überlieferung begraben lag. Ab diesem Zeitpunkt spricht die Überlieferung von der Aureuskapelle. Diese Kapelle existiert nicht mehr, sie wurde 1793 bei der Erstürmung von Mainz vollständig zerstört.